# Kaz Patafta
Kaz Phonesak Patafta (Canberra, 25 ottobre 1988) è un calciatore australiano, centrocampista del Lanexang United, in Laos.